# Campeonato de España de Ciclismo en Ruta 1946
El XLV Campeonato de España de Ciclismo en Ruta se disputó en Madrid el 16 de junio de 1946 sobre un recorrido de 150 kilómetros con seis vueltas al circuito de la Cuesta de Las Perdices en formato de contrarreloj.   
El ganador fue el corredor Bernardo Ruiz se impuso en la prueba. Antonio Sancho y Bernardo Capó completaron el podio.  

## Clasificación final
| Pos. | Ciclista           | Equipo | Tiempo    |
| ---- | ------------------ | ------ | --------- |
| 1.   | Bernardo Ruiz      | -      | 4h 05'01" |
| 2.   | Antonio Sancho     | -      | a 2'06"   |
| 3.   | Bernardo Capó      | -      | a 8'07"   |
| 4.   | Antonio Martín     | -      | a 8'11"   |
| 5.   | Vicente Carretero  | -      | a 12'21"  |
| 6.   | Miguel Gual        | -      | a 12'34"  |
| 7.   | Dalmacio Langarica | -      | a 12'59"  |
| 8.   | Juan Gimeno        | -      | a 13'43"  |
| 9.   | Joaquín Olmos      | -      | a 15'58"  |
| -    | Julián Berrendero  | -      | s.c.      |